# Lenguas balcorrumanas
Las lenguas balcorrumanas o rumanas son una agrupación filogenética de las lenguas romances. El rumano estándar (dacorrumano) es la lengua con más hablantes del grupo, que incluye además otras variedades minoritarias derivadas del protorrumano y que divergieron durante la Edad Media del dacorrumano.

## Clasificación
Las lenguas balcorrumanas derivan del protorrumano cuyo núcleo de desarrollo principal estuvo en la Dacia. Sin embargo desde la Edad Media numerosas comunidades lingüísticas romances balcorrumanas estuvieron diseminadas por los balcanes. Estas variedades evolucionaron de manera independiente del dacorrumano de la Dacia y son el origen de las lenguas balcorrumanas habladas fuera de Rumania y Moldavia. Los grandes bloques dialectales de variedades lingüísticas balcorrumanas son:
- Rumano-Moldavo-Valaco (Rumania, Moldavia y Serbia)
- Arrumano (Grecia, Bulgaria, Macedonia del Norte, Albania, Serbia)
- Istrorrumano (Croacia)
- Meglenorrumano (Grecia)

## Características comunes

### Protorrumano
El protorrumano (también llamado româna comună "rumano común" o străromâna "rumano antiguo") es una lengua romance que evolucionó del latín tardío y se diversificó en los Balcanes, habiéndose diversificado a partir del siglo X dando lugar al dacorrumano, meglenorrumano, macedorrumano e istrorrumano.
En el siglo IX el protorrumano ya tenía una estructura claramente diferenciada del resto de lenguas románicas. Muchas de sus características diferenciadores se encuentran en otras lenguas romances orientales. En esa época ya se testimonia la presencia de centenares de préstamos léxicos procedentes de las lenguas eslavas (de la misma manera que las lenguas romances occidentales habían adoptado multitud de préstamos germánicos). También presentaba algunos pocos préstamos latinizados del griego, aunque no se registraba influencia del húngaro. De acuerdo con las diferencias observadas se ha reconstruido el siguiente árbol filogenético que refleja el grado/orden de separación:

|             | Istrorrumano                                                                |
|             |                                                                             |
| Dacorrumano | \| \| Moldavo \| \| \| \| \| \| Rumano \| \| \| \| \| \| Valaco \| \| \| \| |
|             | \| \| Moldavo \| \| \| \| \| \| Rumano \| \| \| \| \| \| Valaco \| \| \| \| |
|             | Moldavo                                                                     |
|             |                                                                             |
|             | Rumano                                                                      |
|             |                                                                             |
|             | Valaco                                                                      |
|             |                                                                             |

|  | Moldavo |
|  |         |
|  | Rumano  |
|  |         |
|  | Valaco  |
|  |         |

|             | Istrorrumano                                                                |
|             |                                                                             |
| Dacorrumano | \| \| Moldavo \| \| \| \| \| \| Rumano \| \| \| \| \| \| Valaco \| \| \| \| |
|             | \| \| Moldavo \| \| \| \| \| \| Rumano \| \| \| \| \| \| Valaco \| \| \| \| |
|             | Moldavo                                                                     |
|             |                                                                             |
|             | Rumano                                                                      |
|             |                                                                             |
|             | Valaco                                                                      |
|             |                                                                             |

|  | Moldavo |
|  |         |
|  | Rumano  |
|  |         |
|  | Valaco  |
|  |         |

|             | Istrorrumano                                                                |
|             |                                                                             |
| Dacorrumano | \| \| Moldavo \| \| \| \| \| \| Rumano \| \| \| \| \| \| Valaco \| \| \| \| |
|             | \| \| Moldavo \| \| \| \| \| \| Rumano \| \| \| \| \| \| Valaco \| \| \| \| |
|             | Moldavo                                                                     |
|             |                                                                             |
|             | Rumano                                                                      |
|             |                                                                             |
|             | Valaco                                                                      |
|             |                                                                             |

|  | Moldavo |
|  |         |
|  | Rumano  |
|  |         |
|  | Valaco  |
|  |         |

|             | Istrorrumano                                                                |
|             |                                                                             |
| Dacorrumano | \| \| Moldavo \| \| \| \| \| \| Rumano \| \| \| \| \| \| Valaco \| \| \| \| |
|             | \| \| Moldavo \| \| \| \| \| \| Rumano \| \| \| \| \| \| Valaco \| \| \| \| |
|             | Moldavo                                                                     |
|             |                                                                             |
|             | Rumano                                                                      |
|             |                                                                             |
|             | Valaco                                                                      |
|             |                                                                             |

|  | Moldavo |
|  |         |
|  | Rumano  |
|  |         |
|  | Valaco  |
|  |         |

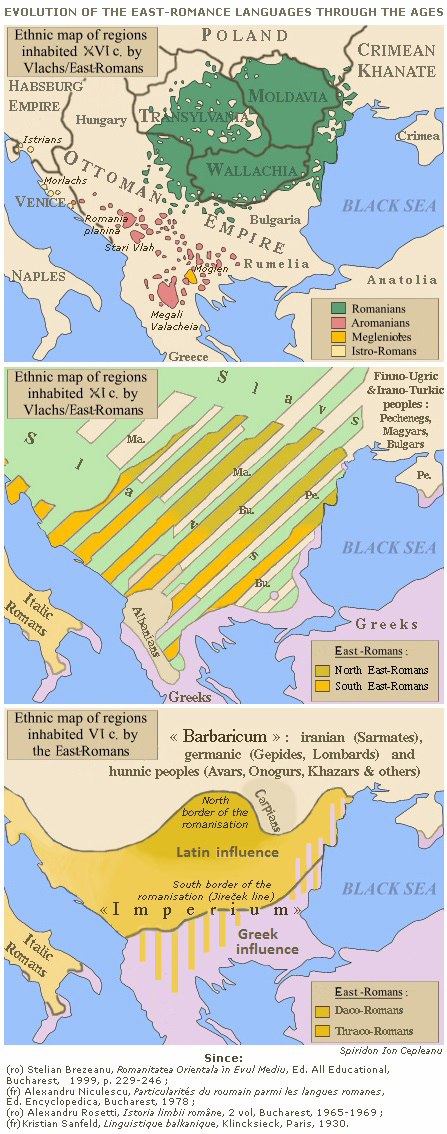
Evolución de las lenguas romances orientales a lo largo del tiempo.

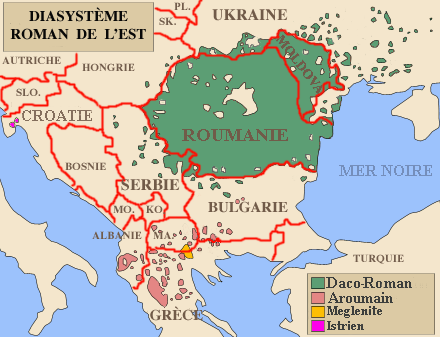
Mapa de los Balcanes mostrando las regiones habitadas por rumanos y valacos.

La extensión original y el lugar de formación del protorrumano es un problema abierto; la mayoría de historiadores lo sitúan al norte de la línea Jireček. La ocupación romana dio lugar a un sincretismo dacio-romano, similar al desarrollado en la Galia, cuyo resultado final fue la romanización de los dacios y los tracios que estaban en el límite de la esfera de influencia romana. Esta romanización llevó a la desaparición del idioma dacio en amplias regiones, absorbiendo el rumano palabras de esa antigua lengua.
El latín de la provincias orientales empezó a mostrar características dialectales propias a partir del siglo II d. C. La conformación del protorrumano se sitúa entre los siglos II y VI o VII d. C. Diversos historiadores consideran el siglo V como la fecha más tardía en la que pudieron haber aparecido diferencias entre el protorromance occidental y oriental. mientras que el romance vernacular, llamado română comună, se habría formado entre los siglos V y VIII

### Comparación léxica
Los numerales en diferentes variedades balcanorrumanas son:
| GLOSA | Arrumano             | Megleno- rumano         | Istro- rumano           | Daco- rumano          |
| ----- | -------------------- | ----------------------- | ----------------------- | --------------------- |
| '1'   | un / una un / una    | un / unə un / ună       | un~uɾ / unæ un~ur / unę | un / una un / una     |
| '2'   | doi / dawɨ doi / dao | doi                     | doi / do doi / do       | doi / dowə doi / două |
| '3'   | tɾei trei            | tɾei trei               | tɾei trei               | tɾei trei             |
| '4'   | patɾu patru          | patɾu patru             | pɑtɾu påtru             | patɾu patru           |
| '5'   | ʦinʦi tsintsi        | ʦinʦi ţinţi             | ʦinʦ ţinţ               | ʧinʧi cinci           |
| '6'   | ʃasi shase           | ʃasi şasi               | sɑsi såse               | ʃase şase             |
| '7'   | ʃapti shapte         | ʃapti şapti             | sɑpti såpte             | ʃapte şapte           |
| '8'   | optu                 | optu ~ wopt optu ~ uopt | (osən) osân             | ɔpt opt               |
| '9'   | nawɨ nao             | noawə noauă             | (devet) devet           | nowə nouă             |
| '10'  | ʣaʦi dzatse          | zeatsi zeaţi            | zæʦe zęţe               | zeʧe zece             |
Los numerales para '1' y '2' distinguen entre formas de masuculino y femenino, en la mayoría de variedades. Los términos para '8' y '9' en istrorrumano son préstamos eslavos.

## Historia

### Primeros testimonios escritos

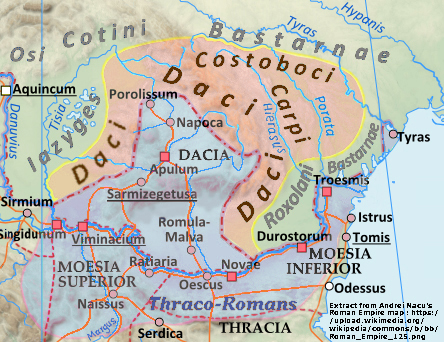
Mapa que muestra el área original donde se habló el dacio. El área en azul muestra las tierras dacias conquistadas por el Imperio Romano. El área enrojo estuvo habitada por dacios independientes y otras tribus.

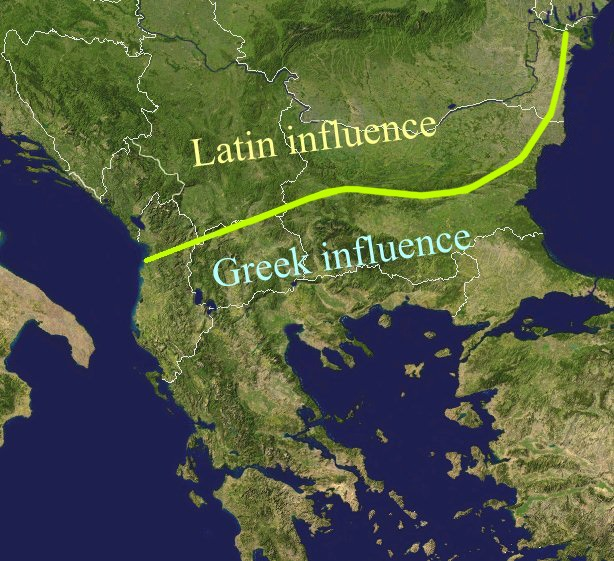
La línea Jireček propuesta por Konstantin Jireček.

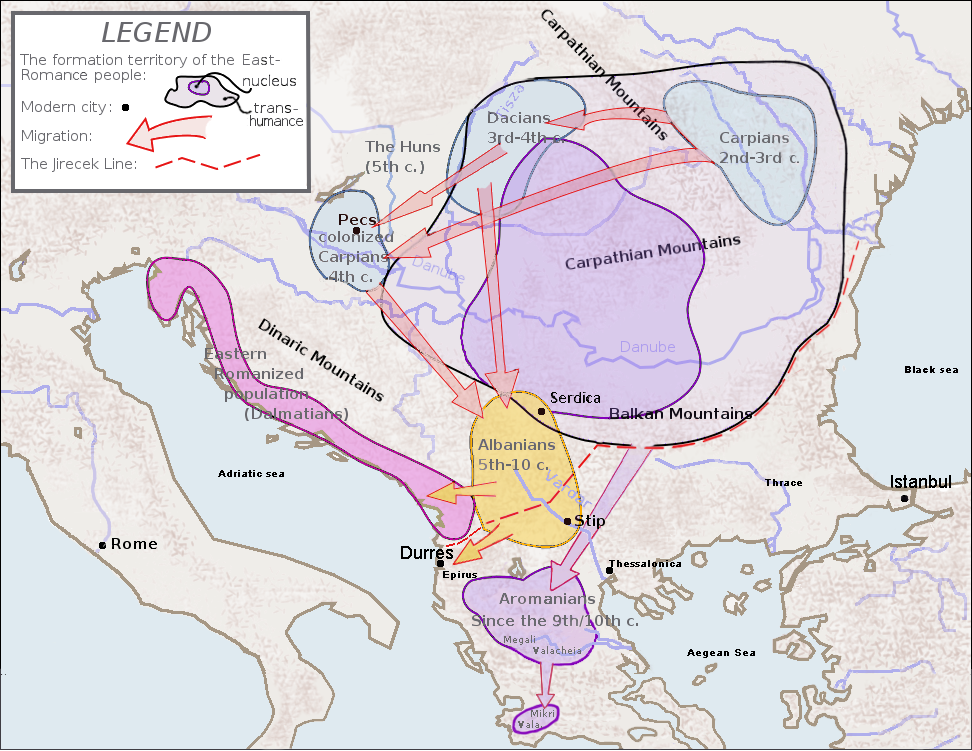
Origen de los rumanos.

Existe un gran debate en torno a una pequeña oración mencionada por el historiógrafo Teofilacto Simocates (c. 630 d. C.) que dice:
τóρνα, τóρνα
Torna, torna
'Vuelve, vuelve'
El contexto en que se cita dicha frase es una expedición bizantina durante las campañas balcánicas de Mauricio en el 587, llevada a cabo por el general Comenciolo, en Haemus contra los ávaros. El éxito de la campaña estuvo amenazada por un incidente durante la marcha nocturna:

a beast of burden had shucked off his load. It happened as his master was marching in front of him. But the ones who were coming from behind and saw the animal dragging his burden after him, had shouted to the master to turn around and straighten the burden. Well, this event was the reason for a great agitation in the army, and started a flight to the rear, because the shout was known to the crowd: the same words were also a signal, and it seemed to mean “run”, as if the enemies had appeared nearby more rapidly than could be imagined. There was a great turmoil in the host, and a lot of noise; all were shouting loudly and goading each other to turn back, calling with great unrest in the language of the country “torna, torna”, as a battle had suddenly started in the middle of the night.

Unos dos siglos después de Teofilacto, el mismo episodio es narrado por otro cronista bizantino, Teófnes el confesro, en su Chronographia (c. 810–814), pero esta vez el cronista menciona las palabras:
τόρνα, τόρνα, φράτρε
'torna, torna, fratre
'¡Vuelve, vuelve, hermano!'

A beast of burden had thrown off his load, and somebody yelled to his master to reset it, saying in the language of their parents/of the land: torna, torna, fratre. The master of the animal didn't hear the shout, but the people heard him, and believing that they are attacked by the enemy, started running, shouting loudly: torna, torna

El primero en identificar que estas pequeñas oraciones eran formas de rumano primitivo fue Johann Thunmann en 1774. Desde entonces, ha existido un debate entre los estudiosos sobre si esas oraciones podían ser consideradas formas de rumano temprano o simplemente una orden de mando bizantina usual El principal debate se refiere a como deben interpretarse las expresiones ἐπιχώριoς γλoσσα epichorios glossa 'lengua autóctona' en Teofilacto, y πάτριoς φωνή patrios fonē 'sonido patrio' en Theófanes, y a qué tipo de lengua o discurso se referían con ellas.